# Jacques Audiard
Jacques Audiard, född 30 april 1952 i Paris, är en fransk filmregissör och manusförfattare. Han är son till Michel Audiard, även han filmregissör och författare. 
Två av hans filmer har vunnit både Césarpriset för bästa film och BAFTA Award för bästa utländska film, 2005 för Mitt hjärtas förlorade slag och 2011 En profet. En profet vann även Juryns stora pris vid Filmfestivalen i Cannes 2009 och var med och tävlade om en Oscar för Bästa utländska film 2010. För sin film Dheepan fick han Guldpalmen vid filmfestivalen i Cannes 2015. Audiards film Emilia Pérez från 2025 vann Prix du Jury i Cannes och nominerades till 13 priser vid Oscarsgalan 2025, inklusive Bästa regi, Bästa manus efter förlaga och Bästa film för Audiard. Filmen vann slutligen två Oscars, bland annat Bästa sång som Audiard var medförfattare till.
Audiard har även gjort musikvideor och 1999 vann han en Victoire de la musique för videon till La nuit je mens av Alain Bashung.

## Filmografi i urval
- 1981 – Hämnd till varje pris (manus)
- 1983 – Mortelle Randonnée (manus)
- 1989 – Baxter (manus)
- 1994 – Se männen falla (manus och regi)
- 1996 – Den diskrete hjälten (manus och regi)
- 1998 – Norme française (kortfilm; manus och regi)
- 1999 – Venus Beauty (manus)
- 2001 – På mina läppar (manus och regi)
- 2005 – Mitt hjärtas förlorade slag (manus och regi)
- 2009 – En profet (manus och regi)
- 2012 – Rust and Bone (manus och regi)
- 2015 – Dheepan (manus och regi)
- 2018 – The Sisters Brothers (manus och regi)
- 2021 – Paris 13:e arrondissement (manus och regi)
- 2024 – Emilia Pérez (manus och regi)